# The Waldorf Hilton (London)
The Waldorf Hilton, London, tidligere kendt som Waldorf Hotel, er et historisk hotel i Aldwych, London. Det er en del af hotelkæden Hilton Hotels & Resorts. Hotellet blev oprindeligt etableret i 1908 af William Waldorf Astor, der var medlem af den prominente Astor-familie. Hotellet rummer 298 værelser inklusive 19 suiter.